# Rimae Sirsalis
Le Rimae Sirsalis sono una struttura geologica della superficie della Luna.